# Monastero della Beata Colomba
Il monastero della Beata Colomba è un complesso religioso italiano ubicato a Perugia in corso Garibaldi, 191.

## Descrizione
Il monastero con annessa chiesa  è sede delle Domenicane del II ordine, qui insediatesi nel 1940 dopo la fusione con le monache di san Tommaso; il luogo è stato prima sede dell'ex Conservatorio della Carità. La facciata è molto spoglia, il portale è contraddistinto dallo stemma della colomba in cotto. Una pietra murata è adibita a cassa per l'elemosina. Una lapide esterna ricorda che secondo la tradizione ebbe luogo nel 1220 l'incontro tra San Francesco e San Domenico (1220).
All'interno del monastero è stata ricostruita fedelmente la cella della beata Colomba da Rieti, fondatrice dell'ordine, veneratissima mistica domenicana del XV secolo. I poveri arredi della cella provengono dall'originario monastero della beata Colomba di Corso Cavour che dopo le demaniazioni post unitarie è stato adibito a caserma. La cella conserva, oltre alle reliquie della beata, un dipinto del XV secolo attribuito a Giovanni di Pietro, detto Lo Spagna: Gesù portatore di croce, inoltre vi è un dipinto su tavola che rappresenta la più antica iconografia della beata Colomba che reca in mano un giglio simbolo di purezza e la colomba, altre copie della stessa iconografia sono nella Galleria nazionale dell'Umbria e nella basilica di san Domenico.
Alla chiesa si accede dallo stesso Corso Garibaldi, dal portale sormontato da un timpano. All'interno sono presenti decorazioni murali di Nicola Giuli e su tela di Francesco Appiani del XVII secolo.